# Butana

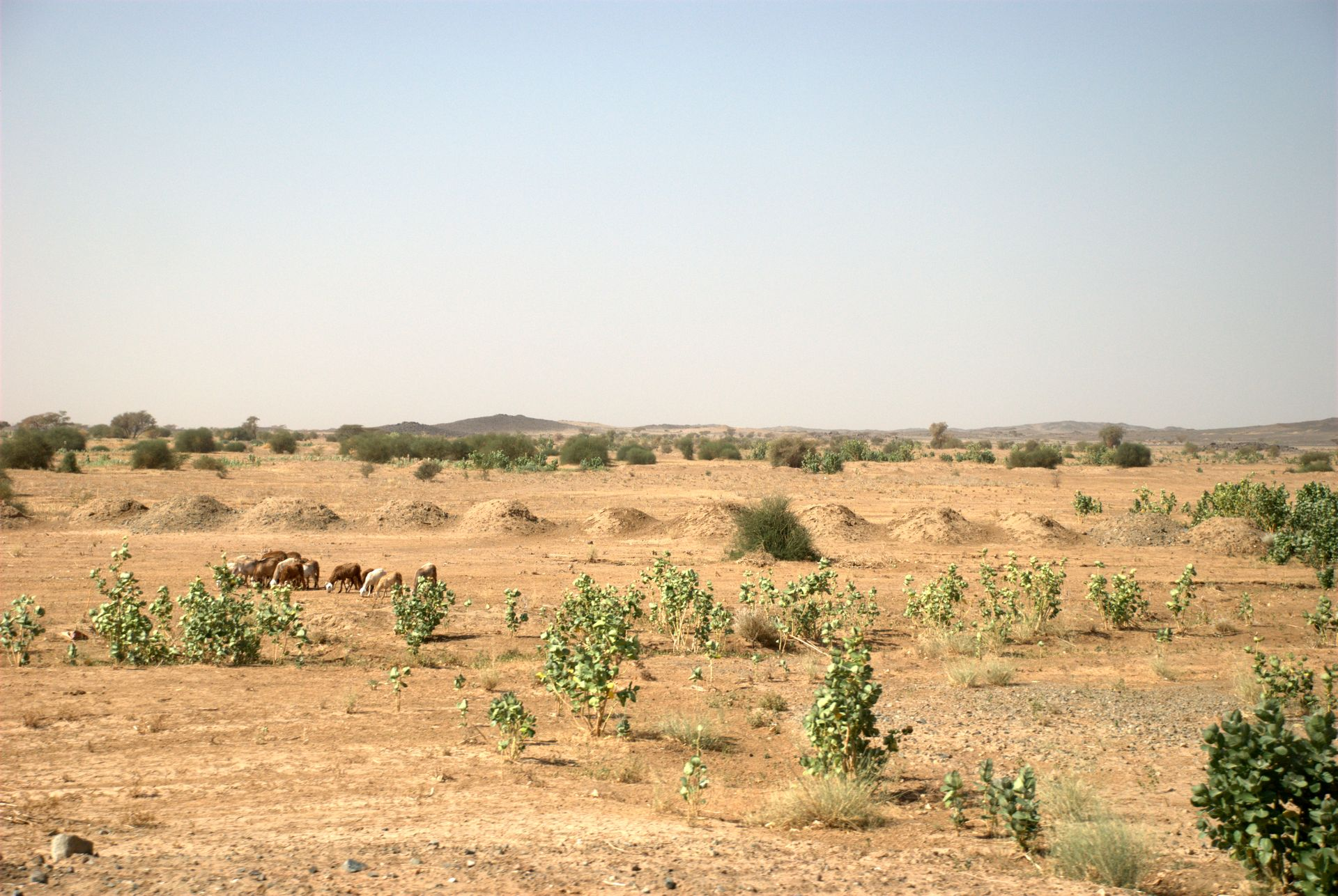
Typowy krajobraz w suchej północno-wschodniej części Butany.

Butana – region w Sudanie ograniczony przez Nil od Chartumu do Atbary, przez rzekę Atbarę od Atbary do Etiopii, przez granicę Etiopii od rzeki Atbary do Nilu Błękitnego oraz przez Nil Błękitny od Etiopii do Chartumu.
Region Butany obejmuje większość prowincji Al-Kadarif oraz części prowincji Kassala, Nil Błękitny, Chartum, Al-Dżazira i Sannar. Równina Butany zajmuje większość Butany. Nazwa Butana odnosi się do wielu rzeczy pochodzących z tego regionu, jak rasa bydła butana, owce butana, kozy butana itd. Historycznie Butana była częścią Alodii, a potem sułtanatu Sannar.
Butana była znana jako „Wyspa Meroe”, gdy była częścią królestwa Kusz w Meroe. Miasto Meroe znajdowało się mniej więcej w połowie drogi między Atbarą a Chartumem, na wschodnim brzegu Nilu. W Butanie leżały jeszcze dwa meroickie miasta Al-Musawwarat as-Safra i Naqa.
Współcześnie region zamieszkują arabscy beduini z Sudanu, tacy jak Rashaida, Ansarowie, Awazim i inne arabskie plemiona.